# Attacker You!
Attacker You! (アタッカーYOU! Atakkā Yū!?) es una serie de manga escrita e ilustrada por Jun Makimura y Shizuo Koizumi. Comenzó su serialización en la revista Nakayoshi de Kōdansha en 1984. El manga, a su vez, se basa en la novela de Koizumi Ima, Shiro Tama wa Ikiru, editada por Nihon Bunka Shuppansha en 1983. Una adaptación a serie de anime fue producida por Knack Productions y emitida por la cadena Tokyo Broadcasting System entre el 13 de abril de 1984 al 21 de junio de 1985. En agosto de 2004, la serie fue reeditada en DVD en Japón. El título de la serie fue cambiado en España por Dos fuera de serie, aunque se volvió más conocida por el nombre español que se le había dado a los personajes principales, Juana y Sergio. La serie tuvo en España el éxito que no gozó en su país de origen.

## Argumento
Attacker you! cuenta la historia de Yō Hazuki, una adolescente de trece años con una altura y condición física fuera de lo normal que, por casualidad, descubre que en su nueva escuela existe un equipo de voleibol. Su rivalidad con la estrella del equipo, Nami Hayase, le lleva deliberadamente a ingresar a este. Poco a poco, Yō va descubriendo que el voleibol llena toda su vida y decide dedicarse al deporte en pleno. Esto le causa algún disgusto con su padre, cuya esposa le abandonó para poder dedicarse a su carrera profesional y no ve con buenos ojos que su hija dedique a una actividad todo su tiempo. En el voleibol, You encuentra importantes valores como la amistad, el esfuerzo, la ambición y el compañerismo. A lo largo de la serie, Yō también pasa de ser una niña egoísta y engreída a una joven amable y servicial que siempre estará dispuesta a dar la cara por sus compañeras.

## Personajes
Yō Hazuki (葉月 優 Hazuki Yō?)
Voz por: Yūko Kobayashi
Yō es la protagonista de la historia. Vivió sola en el campo mientras su padre trabajaba como fotógrafo en Perú. La madre de Yō les abandonó a ambos cuando ella tenía apenas dos años de edad para centrarse en su carrera profesional como jugadora de voleibol. A los trece años, Yō acude a la secundaria Hikawa en Tokio. Allí, se sorprende al ver que en el apartamento que su padre ha alquilado para ella vive un niño de cuatro años llamado Sunny que dice ser el hijo adoptivo del padre de Yō. Los dos niños viven un tiempo solos hasta que el padre de ambos, Toshiko, se les suma. En su escuela, You rivaliza con Nami Hayase. A esta rivalidad se le suma el hecho que ambas están enamoradas del capitán del equipo masculino de voleibol, Shō Takiki. Shō también se enamora de You y Nami termina haciéndose la mejor amiga de You. You se hace también inseparable de Kibi, una chica muy bajita para jugar al voleibol pero con mucha ilusión.
Nami Hayase (早瀬 奈美 Hayase Nami?)
Voz por: Naoko Matsui
Es la mejor amiga de Yō. Al comienzo de la serie, Nami odiaba a You debido a que esta era engreída y la personalidad fría de Nami chocaba con la suya, pero poco a poco se convierten en amigas íntimas. Lo que más les une, aparte de su pasión por el voleibol, es su común odio al violento entrenador del equipo de Hikawa, Daimon, quien somete a las jugadoras a constantes palizas. Nami se convierte en la capitana de Hikawa cuando Kira abandona el instituto. Todavía siendo juvenil, Nami ingresa en el equipo de Unicorn, en el que entrena Daimon. Allí, Nami no puede escapar de las torturas del cruel entrenador.
Eri Takigawa (多岐川 絵理 Takigawa Eri?)
Voz por: Yumi Takada
Solía ser la jugadora juvenil más prometedora de Japón hasta la llegada You. En el último año de Eri y el primero de You coincidieron en la liga escolar, donde Eri llevó al equipo juvenil de las Sunlight Players a conquistar el título. Eri considera a You una rival, pero también una amiga. Cuando Eri asciende al equipo profesional, You decide ingresar en un equipo profesional para poder jugar contra ella nuevamente.
Shingo Mitamura (三田村 慎吾 Mitamura Shingo?)
Voz por: Katsuyuki Sokabe
Shingo, cuyo nombre original en el manga es Kunihiko Mitamura, es el entrenador que más cosas enseña a You al frente de las Seven Fighters. Es un hombre joven y apuesto, y por ello Yō se enamora de él al mismo tiempo que lo está de Shō, dándole un toque inmoral a sus ensoñaciones románticas. Mitamura capta también las cualidades deportivas de Hazuki, pero al principio no la ve preparada para ingresar en equipo profesional como el que entrena. La fortaleza física y constancia de la joven le harán cambiar de opinión.   
Toshiko Hazuki (葉月 敏子 Hazuki Toshikijo?)
Voz por: Michihiro Ikemizu
Es el padre de You. Su esposa le abandonó a él y You para dedicarse a su carrera profesional en el voleibol. Trabaja como fotógrafo deportivo y su profesión provocaba que numerosas veces tuviera que estar fuera de casa, por lo que mandó a You a vivir al campo con unos familiares. Se opuso a que su hija se dedicase al voleibol, pero poco a poco se ilusionó con ella. Es un padre duro y severo pero quiere mucho a sus hijos.
Sunny Hazuki (葉月 サニー Hazuki Sani?)
Voz por: Runa Akiyama
Es el hermano menor adoptivo de You. Nativo de Perú, Sunny quedó huérfano a una edad muy temprana y apenas recuerda a sus padres. Su padre era un conocido entrenador de voleibol japonés que emigró a Perú para crear las bases de la selección femenina de voleibol del país. Gracias a él, según la serie, el voleibol peruano alcanzó costas que no parecían al alcance de Perú. Sus padres murieron en un accidente de tráfico y por ello el padre de You lo adoptó y lo llevó a Japón consigo, siguiendo el deseo de su padre. Durante un tiempo vivió en Perú con su hermanastra, Ross, quien es la mejor jugadora de voleibol de Perú y tiene la misma edad de You.
Shō Takiki (立樹 爽 Takiki Shō?)
Voz por: Ken'yū Horiuchi
Shō es el capitán del equipo masculino de voleibol del Instituto Hikawa. Tontea un poco con Nami pero lo único que realmente le importa es el voleibol y prefiere dejar las chicas y el amor en un segundo plano. You se convierte en su sombra durante un año en la que le deja bien en claro que está enamorada de él y, poco a poco, Shō también empieza a sentir algo por You. En un alarde de madurez impropio, decide no desvelarle sus sentimientos a You para no frenar su carrera deportiva. Así que You se lo toma positivamente pensando que cuanto más lejos llegue en el mundo del voleibol antes conquistará el corazón de su amado Shō.
Kanako Tashima (田島 カナコ Tajima Kanako?)
Voz por: Kumiko Takizawa
Fue una de las jugadoras que ganó la medalla de oro en los Juegos Olímpicos de Tokio en 1964. Por aquel entonces, Kanako era una atractiva mujer que se enamoró a un fotógrafo deportivo, Toshiko. Tiempo después ambos se casaron y tuvieron una hija, You. Sin embargo, Kanako vio que ser madre le suponía un freno a su carrera deportiva, por lo que tras una fuerte discusión con su marido, este le hizo decidir entre su familia y el voleibol. Kanako eligió el voleibol y desapareció de sus vidas. Años después, en el campeonato en el que jugó Hikawa, Kanako descubrió a You y no tardó en comprender que su hija que había heredado sus genes y también su pasión por el voleibol. Siempre que puede le echa una mano a su hija, aunque nunca le dice quién es en realidad. 
Matsugorō Daimon (大門 松五郎 Daimon Matsugorō?)
Fue el entrenador de Kanako durante los Juegos Olímpicos de 1964 y ya entonces practicaba malos tratos con sus jugadoras. Recaló en el Instituto Hikawa, donde sus terroríficos métodos se infligieron sobre adolescentes que, a pesar de todo, continuaron en el voleibol. De allí pasó a entrenar el equipo Unicorn, al cual llevó a Nami y, mediante engaños, casi consigue llevar también a You. Después se convirtió en el entrenador del equipo juvenil de Japón, haciendo imposible la vida de Nami.
Chibi
Cuyo nombre es Meiko Nanao, este personaje aparece esencialmente en la primera parte de la serie para luego figurar como "estrella invitada". Se trata de la primera amiga importante de Hazuki durante su estancia en el Hikawa. Al contrario que el resto de jugadoras del equipo, Chibi es una chica bajita, apocada y carente de personalidad deportiva. Sin embargo se entrena denodadamente fuera de horas para compensar sus carencias. Con la ayuda de Hazuki pronto se convertirá en una base importante dentro del equipo, y así lo constata Daimon, que contra pronóstico la asciende a titular del equipo junto a la propia Hazuki. Aun cuando Hazuki abandona el Hikawa para fichar por los Seven Fighters, ambas amigas continúan en estrecho contacto.   
Kuro
Kuro es la capitana original del Hikawa cuando entra en escena Hazuki. Es la capitana ideal de equipo: noble, paciente, preocupada por sus compañeras y líder nata. Al igual que Daimon, Kuro capta inmediatamente el potencial de Hazuki desde su primer encuentro amistoso y le ofrece su apoyo. Desgraciadamente una importante lesión la obliga a abandonar definitivamente el Hikawa sin haber podido cumplir todas sus expectativas deportivas, siendo sustituida por Hayase en su cometido de capitana.